# Grande encyclopédie ukrainienne
 (août 2022).
La mise en forme du texte ne suit pas les recommandations de Wikipédia : il faut le « wikifier ».
Les points d'amélioration suivants sont les cas les plus fréquents :
- Les titres sont pré-formatés par le logiciel. Ils ne sont ni en capitales, ni en gras.
- Le texte ne doit pas être écrit en capitales (les noms de famille non plus), ni en gras, ni en italique, ni en « petit »…
- Le gras n'est utilisé que pour surligner le titre de l'article dans l'introduction, une seule fois.
- L'italique est rarement utilisé : mots en langue étrangère, titres d'œuvres, noms de bateaux, etc.
- Les citations ne sont pas en italique mais en corps de texte normal. Elles sont entourées par des guillemets français : « et ».
- Les listes à puces sont à éviter, des paragraphes rédigés étant largement préférés. Les tableaux sont à réserver à la présentation de données structurées (résultats, etc.).
- Les appels de note de bas de page (petits chiffres en exposant, introduits par l'outil «  Source ») sont à placer entre la fin de phrase et le point final[comme ça].
- Les liens internes (vers d'autres articles de Wikipédia) sont à choisir avec parcimonie. Créez des liens vers des articles approfondissant le sujet. Les termes génériques sans rapport avec le sujet sont à éviter, ainsi que les répétitions de liens vers un même terme.
- Les liens externes sont à placer uniquement dans une section « Liens externes », à la fin de l'article. Ces liens sont à choisir avec parcimonie suivant les règles définies. Si un lien sert de source à l'article, son insertion dans le texte est à faire par les notes de bas de page.
- La présentation des références doit suivre les conventions bibliographiques. Il est recommandé d'utiliser les modèles {{Ouvrage}}, {{Chapitre}}, {{Article}}, {{Lien web}} et/ou {{Bibliographie}}. Le mode d'édition visuel peut mettre en forme automatiquement les références.
- Insérer une infobox (cadre d'informations à droite) n'est pas obligatoire pour parachever la mise en page.

Pour une aide détaillée, merci de consulter Aide:Wikification.
Si vous pensez que ces points ont été résolus, vous pouvez retirer ce bandeau et améliorer la mise en forme d'un autre article.
Grande encyclopédie ukrainienne (GEU; укр. «Велика українська енциклопедія», ВУЕ) est une encyclopédie nationale générale et universelle. Elle est publiée par l’Institution scientifique d’État «Maison d’édition encyclopédique» (Kyiv, l’Ukraine). 

## Référence historique
L’idée de publier une encyclopédie générale en l’Ukraine mûrit au sein des intellectuels de l’Académie nationale des sciences depuis les années 1990. La décision de réaliser une encyclopédie générale a été adoptée lors de la réunion du Présidium de l’Académie nationale des sciences d’Ukraine le 29 novembre 2012. Par décret du président de l’Ukraine n° 1 du 2 janvier 2013, il a été décidé de préparer la Grande Encyclopédie ukrainienne en plusieurs volumes en versions imprimée et électronique.
Les travaux sur la création de la Grande Encyclopédie Ukrainienne ont commencé en 2013 avec la préparation du Vocabulaire (une liste de termes qui serviront de titres aux futurs articles). Les travaux se sont poursuivis sur la création du portail e-GUE dont la présentation a eu lieu le 13 décembre 2018.
À partir de 2022, le premier volume (A — Akts; укр. А — Акц), le deuxième volume (Akts — Aor; укр. А — Аор), le troisième volume (Apa — Ayat; укр. Апа — Аят), le livre de référence Ukraine. 30 ans d’indépendance (volume thématique «Ukraine») ont été publiés. La version électronique de l’encyclopédie (e-GUE) est en cours de remplissage, les textes sont édités et approuvés, la version imprimée des volumes suivants est en cours de préparation et de publication.

## Caractéristiques de l’encyclopédie
Le concept de la Grande encyclopédie ukrainienne consiste à refléter l’image scientifique moderne du monde, l’histoire de la civilisation humaine et la contribution du peuple ukrainien à celle-ci. Le nombre approximatif d'articles est d’environ 100 000.
La version électronique permet d’utiliser des outils interactifs et multimédias, des éléments de navigation, d’hypertexte, de recherche, etc. Le contenu de GUE est également diffusé à travers les réseaux sociaux (Facebook, Telegram).
La plupart des articles de GUE sont écrits par des spécialistes ukrainiens de premier plan — employés d’instituts scientifiques, enseignants d’établissements d’enseignement supérieur, historiens locaux, critiques d’art, experts dans les domaines de l’économie nationale. 
En termes de genre, la plupart des articles encyclopédiques de GUE sont des articles de la lecture longue, en raison du volume de matériel et de présentation multimédia. La longueur du texte des articles GUE est d’environ 2 000 à 8 000 caractères. Dans l’article encyclopédique le matériel textuel est divisé en rubriques et se compose principalement d’histoires multimédias détaillées, dans lesquelles texte, photos, infographies, dessins, images, schémas, cartes, clips audio et vidéo sont des outils narratifs complémentaires. 
La Grande encyclopédie ukrainienne est la première encyclopédie générale et universelle à l’époque de l’Ukraine indépendante.

## Sources littéraires
- Концепція «Великої української енциклопедії» // Методичні рекомендації з підготовки, редагування та оформлення статей до «Великої української енциклопедії» / За ред. д.і.н., проф. Киридон А. М. Київ : Державна наукова установа «Енциклопедичне видавництво», 2015. С. 16–20.
- Про «Велику українську енциклопедію»: Указ Президента України №1 від 2 січня 2013 р. Питання підготовки та видання «Великої української енциклопедії»: Указ Президента України № 7 від 12 січня 2015 р.
- «Велика українська енциклопедія». Словник. Київ : Державна наукова установа «Енциклопедичне видавництво», 2015. 1408 с.
- «Велика українська енциклопедія». Т. 1: А-Акц. Київ : Державна наукова установа «Енциклопедичне видавництво», 2016. – 592 с. (Велика українська енциклопедія / упоряд. д.і.н., проф.. Киридон А.М., 2016. Т.1. 592 с.)
- «Велика українська енциклопедія» (тт. 1, 2, 3). URL. https://ev.vue.gov.ua/publications/publikatsii-vydavnytstva/velyka-ukrainska-entsyklopediia/velyka-ukrainska-entsyklopediia-tom-2-y-akts-aor/